# Григоровский сельский совет (Чаплинский район)
Григоровский сельский совет (укр. Григорівська сільська рада) — входит в состав
Чаплинского района
Херсонской области
Украины.
Административный центр сельского совета находится в 
с. Григоровка
.

## История
- 1869 — дата образования.

## Населённые пункты совета
- с. Григоровка